# Contea di Ford (Kansas)
La contea di Ford in inglese Ford County, (Codice di contea FO) è una contea dello Stato del Kansas, negli Stati Uniti. La popolazione al censimento del 2010 era di 33 484 abitanti. Il capoluogo di contea è Dodge City

## Geografia fisica
L'U.S. Census Bureau certifica che l'estensione della contea è di 2846,4 km², di cui 2844,33 km² composti da terra e 2,07 km² composti di acqua.

### Evoluzione demografica

### Contee confinanti

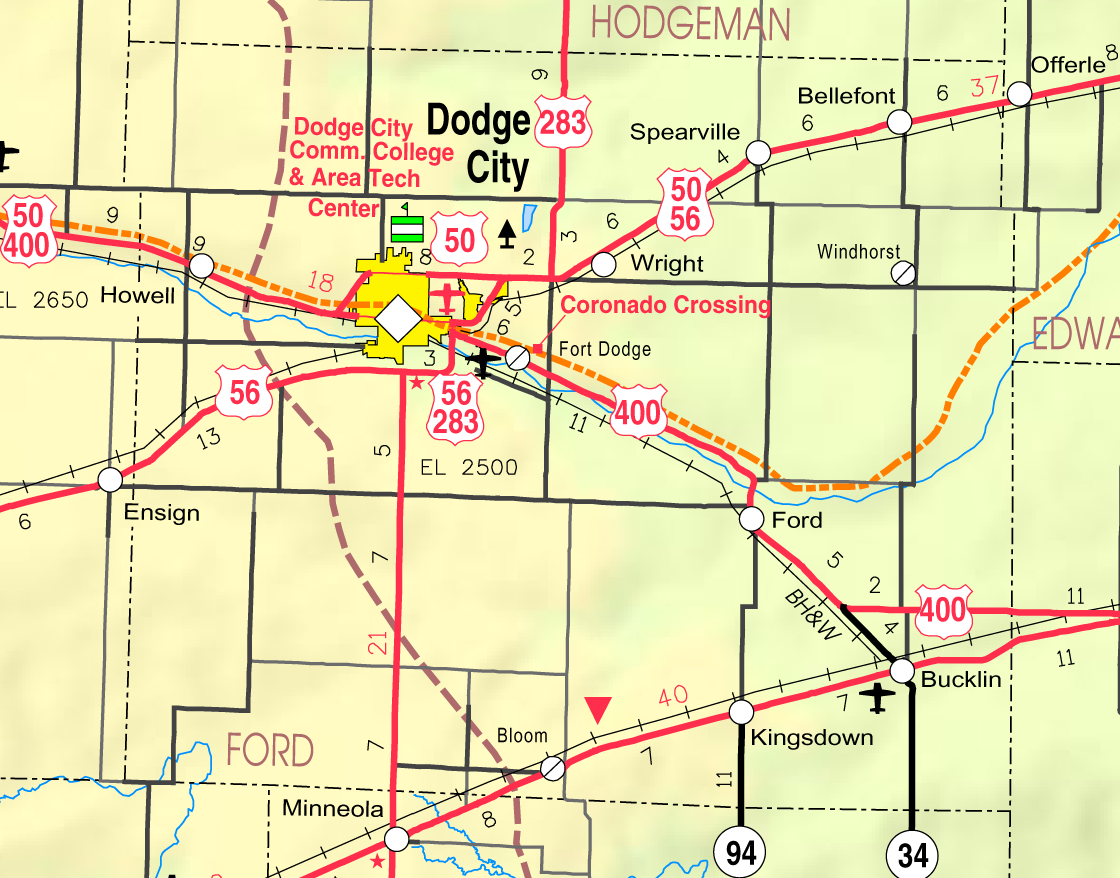

- Contea di Hodgeman - nord
- Contea di Edwards - nordest
- Contea di Kiowa - est
- Contea di Clark - sud
- Contea di Meade - sudovest
- Contea di Gray - ovest

## Infrastrutture e trasporti
- U.S. Route 50
- U.S. Route 54
- U.S. Route 56
- U.S. Route 283
- U.S. Route 400
- Kansas Highway 34

## Geografia antropica

### Città
- Bucklin
- Dodge City
- Ford
- Spearville

### Census-designated place
- Fort Dodge
- Wilroads Gardens
- Wright

### Area non incorporata
- Bellefont
- Bloom
- Howell
- Kingsdown
- South Dodge
- Windhorst

### Township
La contea di Edwards è divisa in quattordici township.
La città di Dodge City è considerata governmentally independent quindi esclusa dai dati del censimento per le Township.
Le Township della contee sono:
- Bloom
- Bucklin
- Concord
- Dodge
- Enterprise
- Fairview
- Ford
- Grandview
- Richland
- Royal
- Sodville
- Spearville
- Wheatland
- Wilburn